# Miasta Seszeli
Według danych oficjalnych pochodzących z 2010 roku Seszele posiadały ponad 10 miejscowości o ludności przekraczającej 2 tys. mieszkańców. Stolica kraju i jedyne miasto Victoria liczyło ponad 25 tys. mieszkańców; oraz reszta miejscowości poniżej 5 tys. mieszkańców.

## Największe miejscowości na Seszelach
Największe miejscowości na Seszelach według liczebności mieszkańców (stan na 26.08.2010):
| L.p. | Miasto       | Region  | Liczba ludności |
| ---- | ------------ | ------- | --------------- |
| 1.   | Victoria     | Mahé    | 26 450          |
| 2.   | Anse Volbert | Praslin | 4 876           |
| 3.   | Anse Etoile  | Mahé    | 4 717           |
| 4.   | Cascade      | Mahé    | 4 267           |
| 5.   | Au Cap       | Mahé    | 4 233           |

## Alfabetyczna lista miast na Seszelach
- Anse aux Pins
- Anse Boileau
- Anse Etoile
- Anse Royale
- Anse Volbert (Baie Sainte Anne)
- Au Cap
- Baie Lazare
- Beau Vallon
- Bel Ombre
- Cascade
- De Quincey
- Glacis
- Grand Anse
- Grand Anse
- La Digue (Le Passe)
- Machabee
- Misere
- Pointe Larue
- Port Glaud
- Takamaka
- Victoria